# Hans Pallmann

Hans Pallmann, Büste von Otto Charles Bänninger, 1969

Hans Pallmann (* 21. Mai 1903 in Frauenfeld; † 13. Oktober 1965 in Zürich) war ein Schweizer Agrikulturchemiker und Bodenkundler. Seine Forschungen an der ETH Zürich befassten sich vorwiegend mit kolloidchemischen Eigenschaften von Humusstoffen und der Entstehung von Böden. Ab 1949 war Pallmann Präsident des Schweizerischen Schulrates. 

## Lebensweg
Hans Pallmann, Sohn eines Hoteliers, besuchte zunächst eine landwirtschaftliche Fachschule und studierte ab 1922 an der Eidgenössischen Technischen Hochschule (ETH) in Zürich Landwirtschaft und Naturwissenschaften. 1927 erhielt er das Diplom eines Fachlehrers und 1930 promovierte er dort bei Georg Wiegner mit einer Dissertation aus dem Gebiet der Kolloidchemie. 1932 erwarb er an der ETH die Lehrberechtigung für Spezielle Agrikulturchemie (Bodenkunde) mit einer Schrift über Entstehung und Eigenschaften schweizerischer Böden.
1935 erhielt Pallmann den Titel eines ausserordentlichen Professors. 1936 wurde er zum ordentlichen Professor berufen und als Nachfolger seines Doktorvaters Georg Wiegner mit der Leitung des Agrikulturchemischen Instituts der ETH Zürich beauftragt. 1947 wählte ihn das Kollegium der Professoren zum Rektor der Hochschule. Ab 1949 bis zu seinem Tode war er vollamtlich Präsident des Schweizerischen Schulrates. 1950 wurde er korrespondierendes Mitglied der Académie des sciences.

## Forschungsschwerpunkte

Hans Pallmann (1954)

Pallmanns Forschungsinteresse galt vorrangig den kolloidchemischen Eigenschaften von Humusstoffen und den Prozessen bei der Entstehung von Böden. Pallmann betrachtete Böden als polydisperse Systeme. Er studierte jedoch die Genese der Böden nicht unter Laborbedingungen, sondern direkt am natürlichen Standort, also dort, wo die Böden unter den jeweils gegebenen Umweltbedingungen entstanden sind. Zu den herausragenden Abhandlungen über Bodenbildung und Böden in der Schweiz gehört seine 1932 publizierte Habilitationsschrift. Auch der Klassifikation von Böden widmete er seine Aufmerksamkeit und in späteren Publikationen unterbreitete er Vorschläge, die bis dahin gebräuchliche Bodensystematik zu verbessern.
Gleich zu Beginn seiner bodenkundlichen Feldstudien wurde Pallmann in einer von Josias Braun-Blanquet mitbegründeten Schweizer Arbeitsgemeinschaft aufgenommen, die sich die Erforschung der Zusammenhänge zwischen Pflanzengesellschaften und Böden zum Ziel gesetzt hatte. Durch mehrere eigene Forschungsbeiträge förderte Pallmann nachhaltig das Anliegen dieser Arbeitsgemeinschaft. Grundsätzliches über solche interdisziplinären Forschungsansätze hat er 1948 in einer publizierten Rektoratsrede aufgezeigt.
Pallmann liess jedoch von seinen zahlreichen Doktoranden auch praxisnahe Fragen bearbeiten. Zu den Schwerpunkten gehörten Untersuchungen der Überhitzung von Heuhaufen, die Verwertung von Abwasser und Klärschlamm und während des Zweiten Weltkrieges Probleme der Holzverzuckerung. Pallmann galt als ein beliebter Hochschullehrer und seine Vorlesungen und Exkursionen fanden bei den Studierenden grossen Zuspruch. 
Die hohe Fachkompetenz von Pallmann fand in wissenschaftlichen Kreisen hohe Anerkennung. Er war Ehrendoktor der Universität Wien, sowie Vorstandsmitglied, Präsident oder Ehrenmitglied in der Schweizerischen Gesellschaft für analytische und angewandte Chemie, der Königlichen Schwedischen Akademie für Landwirtschaft, der Tschechoslowakischen Akademie der Landwirtschaft, der Internationalen Kolloidgesellschaft und der Internationalen Bodenkundlichen Gesellschaft.

## Präsident des Schweizerischen Schulrates
1949 gab Pallmann seine Lehrtätigkeit und Forschung auf und übernahm das Amt des Präsidenten des Schweizerischen Schulrates, das er siebzehn Jahre lang bis zu seinem Tode im Jahre 1965 vollamtlich bekleidete.
Pallmann konnte in diesen siebzehn Jahren seiner Amtsperiode die Entwicklung der ETH Zürich zu einer modernen Hochschule nachhaltig fördern. Dank seiner organisatorischen Fähigkeiten und einer vorausschauenden Planungspolitik hat er zu den bereits bestehenden 95 Professuren 91 neue geschaffen und durch räumliche Erweiterung über zwanzig neue Institute gegründet. Es gelang ihm das Eidgenössische Institut für Reaktorforschung und das Geobotanische Institut Rübel an die ETH anzugliedern. Ausserdem war er massgebend an der Gründung und an den Aktivitäten des Schweizerischen Nationalfonds zur Förderung der wissenschaftlichen Forschung (SNF) beteiligt.

## Wichtigste Publikationen
- Die Wasserstoffaktivität in Dispersionen und kolloiddispersen Systemen. Diss. TH Zürich 1930. – Zugl. in: Kolloid-Zeitschrift. Kolloidchemische Beihefte Bd. 30, H. 8–12, S. 335–405.
- Der Boden. Seine Entstehung und seine Eigenschaften unter besonderer Berücksichtigung schweizerischer Verhältnisse. Habil.-Schr. TH Zürich 1932. Als Sep.-Druck: Verbandsdruckerei Bern 1932.
- Über die geschichtliche Entwicklung der Bodenkunde. In: Schweizerische Landwirtschaftliche Monatshefte Jg. 12, 1934, S. 47–55.
- Georg Wiegner: Anleitung zum quantitativen agrikulturchemischen Praktikum. Unter Mitwirkung von Hans Jenny. Verlag Gebr. Borntraeger Berlin 1926. – 2. Aufl. neubearbeitet von Hans Pallmann ebd. 1938 = Sammlung naturwissenschaftlicher Praktika Bd. 12.
- Bodenkunde und Pflanzensoziologie. Rektoratsrede gehalten am 15. November 1947 an der ETH Zürich. Polygraphischer Verlag Zürich 1948 = Kultur- und staatswissenschaftliche Schriften H. 60.
- Gedenkworte zum hundertjährigen Bestehen des Schweizerischen Bundesrates. Gesprochen am 12. Juni 1948 an der Akademischen Feier der Eidgenössischen Technischen Hochschule. Polygraphischer Verlag Zürich 1948 = Kultur- und staatswissenschaftliche Schriften H. 64.
- Morphologische Probleme in der Agrikulturchemie. Rektoratsrede gehalten am 13. November 1948 an der Eidgenössischen Technischen Hochschule. Polygraphischer Verlag Zürich 1949 = Kultur- und staatswissenschaftliche Schriften H. 66.
- Josias Braun-Blanquet, Hans Pallmann und Roman Bach: Pflanzensoziologische und bodenkundliche Untersuchungen im schweizerischen Nationalpark und seinen Nachbargebieten. Teil 2: Vegetation und Böden der Wald- und Zwergstrauchgesellschaften (Vaccinio-Piceetalia). 1954 = Ergebnisse der wissenschaftlichen Untersuchungen des schweizerischen Nationalparks Bd. 4 (N.F.) 28.